# La police fédérale enquête
Pour plus de détails, voir Fiche technique et Distribution.
La police fédérale enquête (titre original : The FBI Story) est un film américain réalisé par Mervyn LeRoy, sorti en 1959.

## Synopsis
En 1924, Chip Hardesty prend la direction d'une nouvelle équipe créée au sein du FBI pour débarrasser la Louisiane du Ku Klux Klan. C'est la première fois que la police fédérale peut enquêter librement et triompher sans être le jouet des partis politiques. D'années en années le FBI redouble d'activité et organise la chasse aux bandits de toutes sortes. Il devient bientôt la plus grande police du monde.
Il y a un caméo de J. Edgar Hoover dans le film.

## Fiche technique
- Titre original : The FBI Story
- Réalisation : Mervyn LeRoy
- Assistant-réalisateurs : Gil Kissel, David Silver
- Scénario : Richard L. Breen, John Twist d'après le roman de Don Whitehead
- Musique : Max Steiner
- Directeur de la photographie : Joseph F. Biroc
- Costumes : Adele Palmer
- Montage : Philip W. Anderson
- Décors : Ralph S. Hurst
- Maquillage : Gordon Bau
- Producteur : Mervyn LeRoy
- Société de production : Mervyn LeRoy Productions
- Société de distribution : Warner Bros.
- Pays de production :  États-Unis
- Langue : anglais
- Genre : Film policier
- Durée : 113 minutes
- Dates de sortie : 
  - États-Unis : 1er octobre 1959
  - France : 4 mai 1960

## Distribution
- James Stewart (VF : René Arrieu) : John Michael (Chip) Hardesty
- Vera Miles (VF : Nelly Benedetti) : Lucy Anne Hardesty
- Murray Hamilton (VF : Roger Rudel) : Sam Crandall
- Larry Pennell (VF : Marc Cassot) : Georges Crandall
- Nick Adams (VF : Marcel Bozzuffi) : John Gilbert (Jack) Graham
- Dianne Jergens (VF : Sophie Leclair) : Jennie Hardesty
- Jean Willes (VF : Jacqueline Ferrière) : Anne Sage
- Joyce Taylor : Anne Hardesty
- Victor Millan (VF : Serge Lhorca) : Mario
- Parley Baer (VF : Jacques Dynam) : Harry Dakins
- Fay Roope (VF : Pierre Morin) : Dwight McCutcheon
- Ed Prentiss (VF : Robert Bazil) : Marshal fédéral
- Buzz Martin (VF : Georges Poujouly) : Mike Hardesty
- Robert Gist (VF : Pierre Leproux) : Vendeur médical

Acteurs non crédités :
- Luana Anders : Mme Graham
- Ann Doran (VF : Lita Recio) : Mme Ballard
- Grandon Rhodes : Prêtre aux funérailles
- Adam West : Voix à la radio
- Chief Yowlachie : Harry Willowtree